# Santiago (Philippinen)
Santiago City (Filipino: Lungsod ng Santiago) ist eine philippinische Gemeinde (Component City) und Hauptstadt der Verwaltungsregion II, Cagayan Valley. Santiago City liegt in der Provinz Isabela, ist jedoch eine unabhängige Provinzfreie Großstadt und wird nur für statistische Zwecke der Provinz zugeordnet. Sie hat 134.830 Einwohner (Zensus 1. August 2015), die in 37 Barangays lebten. Sie wird als Gemeinde der ersten Einkommensklasse auf den Philippinen und als teilweise urbanisiert eingestuft. Der Name Santiago leitet sich vom Namen des Schutzpatrons der Großstadt Jacobus dem Älteren (span: Santiago) ab.
Santiago City liegt im Südwesten der Provinz und die Topographie wird durch ein flaches Terrain gekennzeichnet. Die Großstadt wird von den Gebirgsmassiven der Cordillera Central im Westen, den Caraballo-Bergen im Süden und den westlichen Ausläufern der Sierra Madre umgeben und liegt am Ufer des Flusses Diadi, ein Nebenfluss des Cagayan. Sie liegt 326 km nördlich von Manila und ist über den Marhalika Highway erreichbar. Der nächste Flughafen liegt in Cauayan City, dieser wird von der Fluglinie Cebu Pacific viermal die Woche angeflogen. Ihre Nachbargemeinden sind Ramon im Nordwesten, Echague und San Isidro im Osten, Cordon im Süden.
Wann die erste Siedlung auf dem Stadtgebiet gegründet wurde, ist nicht bekannt. Ursprünglich wurde die Siedlung Carig genannt und wurde bewohnt von den Stämmen der Gaddang und der Ibanag. Am 30. Oktober 1713 wurde das Pueblo Santiago de Carig gegründet, das von einer Missionsstation verwaltet wurde. Am 4. Mai 1743 wurde die Gemeinde dem Schutzpatron Jacobus dem Älteren geweiht. 1746 wurde Santiago zum politischen Zentrum der Region. Am 5. Mai 1994 wurde Santiago zur unabhängigen kreisfreien Stadt und zur Component City (Großstadt) erhoben.

## Baranggays
| - Abra - Ambalatungan - Balintocatoc - Baluarte - Bannawag Norte - Batal - Buenavista - Cabulay - Calao East - Calao West - Calaocan - Villa Gonzaga - Centro East | - Centro West - Divisoria - Dubinan East - Dubinan West - Luna - Mabini - Malvar - Nabbuan - Naggasican - Patul - Plaridel - Rizal | - Rosario - Sagana - Salvador - San Andres - San Isidro - San Jose - Sinili - Sinsayon - Santa Rosa - Victory Norte - Victory Sur - Villasis |

## Weblink
- Informationen der Philippine Statistics Authority über Santiago